# Erich Wasmann
Erich Wasmann (ur. 29 maja 1859 w Merano, zm. 27 lutego 1931 w Valkenburgu) – austriacki jezuita i entomolog, syn malarza Friedricha Wasmanna (1805–1886).

## Życiorys
Urodził się w rodzinie konwertytów w Południowym Tyrolu. Otrzymał katolickie wykształcenie, 29 sierpnia 1875 wstąpił do seminarium dla jezuitów. W 1888 roku przyjął święcenia kapłańskie. Słaby stan zdrowia (nawracająca choroba płuc) uniemożliwił mu uczestniczenie w misjach, ale pozwolił rozwinąć zainteresowanie entomologią. Wkrótce stał się specjalistą od myrmekofilnych chrząszczy. Sprzeciwiał się darwinowskiej teorii doboru naturalnego i był głośnym oponentem Haeckla.

## Wybrane prace
- Die zusammengesetzten Nester und gemischten Kolonien der Ameisen (Münster i.W.: Aschendorff’schen Buchdruckerei, 1891), pp. 252–53.
- Gibt es tatsächlich Arten, die heute noch in der Stammesentwicklung begriffen sind? Biologisches Zentralblatt, 21 (1901): 685–711, 737–52
- Konstanztheorie oder Deszendenztheorie? Stimmen aus Maria-Laach 56 (1903): 29–44, 149–63, 544–63.
- Die moderne Biologie und die Entwicklungstheorie, 2. ed. (Freiburg im Breisgau: Herdersche Verlagshandlung, 1904)
- Modern Biology and the Theory of Evolution, tłum. A.M. Buchanan (St. Louis, Mo.: B. Herder, 1914).